# خاتاژوکای
خاتاژوکای (به لاتین: Khatazhukay) یک منطقهٔ مسکونی در روسیه است که در آدیغیه واقع شده‌است.